# Cien veces
Cien Veces, primer directo en DVD del grupo español de Metal/Rock Avalanch grabado en el concierto de San Mateo (2003) en Oviedo y publicado en 2005. Incluye también diversos extras, como un concierto acústico o el videoclip de Lucero.

## Contenido
- Concierto San Mateo 2003:
  - Lucero
  - Cien veces
  - Jamás
  - Lenvántate y anda
  - Niño
  - Alborada
  - Corazón negro
  - Del cielo a la tierra
- Reportaje: Latin Tour 2003
- Reportaje: Avalanch
- Concierto acústico:
  - Delirios de Grandeza
  - Cambaral
  - Juego cruel
- Videoclip: Lucero